# Ibrahim Hassan
Ibrahim Hassan Hussein (in arabo إبراهيم حسن‎?; Il Cairo, 10 agosto 1966) è un ex calciatore egiziano, di ruolo terzino destro.
Con la Nazionale egiziana ha partecipato ai Mondiali 1990.

## Biografia
Ha un fratello gemello, Hossam, ex calciatore professionista – che vanta 177 presenze e 69 reti con la nazionale egiziana – con il quale ha militato in più occasioni nella stessa squadra. I due hanno continuato a collaborare anche dopo il ritiro dall'attività agonistica.

## Palmarès

### Club

#### Competizioni nazionali
- Campionato egiziano: 13

Al-Ahly: 1984-1985, 1985-1986, 1986-1987, 1988-1989, 1993-1994, 1994-1995, 1995-1996, 1996-1997, 1997-1998, 1998-1999
Zamalek: 2000-2001, 2002-2003, 2003-2004
- Coppa d'Egitto: 5

Al-Ahly: 1984-1985, 1988-1989, 1992-1993, 1995-1996
Zamalek: 2001-2002
- Supercoppa d'Egitto: 2

Zamalek: 2001, 2002
- Campionato emiratino: 1

Al-Ain: 1999-2000

#### Competizioni internazionali
- Coppa delle Coppe d'Africa: 4

Al-Ahly: 1984, 1985, 1986, 1993
- CAF Champions League: 2

Al-Ahly: 1987
Zamalek: 2002
- Coppa dei Campioni afro-asiatica: 1

Al-Ahly: 1988
- Coppa delle Coppe araba: 1

Al-Ahly: 1994-1995
- Champions League araba: 1

Al-Ahly: 1996
Zamalek: 2003
- Supercoppa araba: 2

Al-Ahly: 1997, 1998
- Supercoppa CAF: 1

Zamalek: 2002

### Nazionale
- Coppa araba FIFA: 1

1992